# Rira Suzuki
Rira Suzuki (japanisch 鈴木 梨羅 Suzuki Rira; * 6. September 1998 in Shiroi) ist eine japanische Gewichtheberin, die ihr Land bei den Olympischen Sommerspielen 2024 vertritt.

## Leben und Karriere
Suzuki besuchte die Schule in Shiroi und studierte an der Waseda-Universität in Tokio, wo sie seit ihrem Studium lebt. In einem Interview gab sie an, mit der japanischen Sportart Kendō begonnen und sich dann drei Jahre vor ihrem Schulabschluss für Gewichtheben entschieden zu haben.
Bei der Sommer-Universiade 2017 errang Suzuki in der Kategorie bis 48 kg mit 161 kg den sechsten Platz. Mit einer Punktezahl von 161 gewann Suzuki 2018 die FISU Universitätsweltmeisterschaften im Gewichtheben in der Kategorie Frauen bis 48 kg. Bei den Weltmeisterschaften in Taschkent konnte Suzuki 2021 eine Silbermedaille im Reißen gewinnen. Zwei Jahre später kam sie bei den Weltmeisterschaften in Riad mit insgesamt 187 kg auf Platz 8. 2019 und 2022 wurde sie japanische Meisterin.
Suzuki konnte sich beim Olympia-Qualifikationsturnier im Frühjahr 2024 mit 197 kg eine Teilnahme an den Olympischen Sommerspielen in Paris sichern. Im selben Jahr erreichte sie bei den Asienmeisterschaften mit 191 kg (82 kg im Reißen und 109 kg im Stoßen) den zweiten Platz. Bei den Olympischen Sommerspielen kam sie auf den 8. Platz mit 83 kg Reißen und 108 kg Stoßen.
Ihre persönlichen Rekorde bei internationalen Wettkämpfen sind 85 kg beim Reißen und 112 kg beim Stoßen. Sie ist Mitglied des ALSOK-Gewichtheberverein.